# Krikor Amirzayan
 (mai 2020).
Si vous disposez d'ouvrages ou d'articles de référence ou si vous connaissez des sites web de qualité traitant du thème abordé ici, merci de compléter l'article en donnant les références utiles à sa vérifiabilité et en les liant à la section « Notes et références ».
Krikor Amirzayan (en arménien Գրիգոր Ամիրզայեան), né le 16 juin 1956 à Alep (Syrie), est un caricaturiste et journaliste français d'origine arménienne.

## Biographie
Krikor Amirzayan naît le 16 juin 1956 à Alep en Syrie.
Ses œuvres – articles et caricatures – paraissent dans différents titres de la presse en Arménie et en diaspora. En France, il est l'un des rédacteurs les plus actifs des Nouvelles d'Arménie Magazine ainsi que du site d'information armenews.com.
Il est l'auteur de deux livres de caricatures L'Indépendance (Erevan, 1995) et Oh ! Arménie, Arménie ! (Erevan, 1999).
Il vit à Valence (France). En 2002, l'Express l'a désigné parmi « Les 50 qui font bouger Valence »,.
Krikor Amirzayan a réalisé de nombreuses expositions de ses caricatures. En juin 2011, il est invité par Plantu à participer aux côtés de caricaturistes de la presse internationale à l'exposition Cartooning for Peace (« Dessins pour la Paix ») à Bastia.
Il est l'un des fondateurs de Radio A, la station arménienne de Valence, et est également très actif dans les associations arméniennes de la ville. Il est le président de l'association culturelle « Arménia ».

## Récompenses
Krikor Amirzayan est décoré de la Médaille d'or du ministère de la Diaspora de la République d'Arménie, médaille qui lui est remise le 14 novembre 2014 à Bourg-lès-Valence par l'ambassadeur d'Arménie en France Viguén Tchitétchian.
En juillet 2017, il reçoit le 1er Prix de la « Défense de la langue arménienne » à Erevan par le ministère arménien de la Diaspora.
En octobre 2019 il reçoit le Prix de l'Intégration réussie pour l'ensemble de ses actions au profit de l'Arménie et de la France, lors d'une cérémonie organisée par les Amis du Centre du Patrimoine Arménien à la Mairie de Valence (Drôme).
En avril 2023, il reçoit la médaille de l'Ordre National du Mérite d'Arménie Occidentale (médaille civile Boghos Nubar) pour ses activités auprès des médias en France, en Arménie et dans le monde, ainsi que son engagement au sein des associations arméniennes.
En octobre 2024, il est honoré de la médaille militaire de la Croix de l'Epée d'Arménie pour ses activités de journaliste-caricaturiste et son implication au sein des associations arméniennes de Valence et région. Son apport à la presse arménienne est ainsi récompensé.